# Nerf coccygien
Le nerf coccygien est le dernier nerf spinal. Il est noté Co.

## Origine
Le nerf coccygien nait de la partie terminale de la moelle spinale.

## Trajet
Le nerf coccygien parcourt un trajet vertical dans le canal vertébral à partir de la deuxième vertèbre lombaire et sort par l'extrémité distale du canal sacral entre l'articulation sacrococcygienne et le ligament sacro-coccygien latéral.
Il se divise en une branche antérieure et une branche postérieure.
Il contribue au plexus coccygien.